# Самаркандска област
Самаркандска област (на узбекски: Samarqand viloyati) е една от 12-те области (вилояти) на Узбекистан. Площ 16 400 km² (7-а по големина в Узбекистан, 3,66% от нейната площ). Население на 1 януари 2019 г. 3 798 700 души (най-голямата по население в Узбекистан, 11,33% от нейното население). Административен център град Самарканд. Разстояние от Ташкент до Самарканд 354 km.

## Историческа справка
Самарканд е един от най-древните градове в Средна Азия, като неговото възникване се отнася към 6 век пр.н.е. Сега градът е вторият най-голям икономически и културен център на Узбекистан след столицата Ташкент и трети по големина след Ташкент и Наманган. В него се намира института по археология към Академията на науките в Република Узбекистан. Всичките останали 10 града в областта са признати за такива по време на съветската власт в периода от 1967 г. до 1984 г.
Самаркандската област е образувана на 15 януари 1938 г. На 16 февруари 1963 г. части от нея са предадени в новообразувана Сърдаринска област, на 29 декември 1973 г. – на новообразуваната Джизакска област, а на 20 април 1982 г. – на новообразуваната Навойска област. На 9 септември 1988 г. Навойска област е разформирована и територията ѝ е предадена на Самаркаднска област. През май 1989 г. седем района от бившата Навойска област и град Навои са прехвърлени в Бухарска област и от тогава няма промени в границите на областта.

## Географска характеристика
Самаркандска област е разположена в централната част на Узбекистан. На изток граничи със Согдийска област на Таджикистан, на юг – с Кашкадаринска област, на запад и северозапад – с Навойска област и на североизток – с Джизакска област. В тези си граници заема площ от 16 400 km² (7-о място по големина в Узбекистан, 3,66% от нейната площ). Дължина от запад на изток 210 km, ширина от север на юг 140 km.
Голяма част от територията на Самаркандска област е заета от обширната долина на река Зеравшан, която на север е ограничена от разклоненията на Туркестанския хребет (част от планинската система Хисаро-Алай) – хребетите Нуратау (2169 m) и Актау (2003 m), а на юг от мощния Зеравшански хребет (неговата западна част, също част от Хисаро-Алай). Тук на границата с Таджикистан, в крайната югоизточна част на областта се издига най-високата ѝ точка 2932 m (39°19′22″ с. ш. 67°28′25″ и. д. / 39.322778° с. ш. 67.473611° и. д.). Югозападната част на областта е заета от попупустинната степ Карнабчул, а северната – от покрайнините на пустинята Къзълкум.
Климатът е рязко континентален, сух. Зимата в равнинните райони е сравнително мека (средна януарска температура от -2 °C на север до 0 °C на юг, в планините -4,8 °C), като снежната покривка се задържа средно около 16 денонощия. Лятото е горещо (средна юлска температура 24 – 28 °C, в Каракум и Карнабчул 28 – 32 °C, в планините 22 – 26 °C) с чести суховеи. Годишната сума на валежите на запад е 100 – 200 mm, на югоизток (в планините) на места надхвърля 800 mm, като те падат предимно през зимата и пролетта. Продължителността на вегетационния период (минимална денонощна температура 5 °C) в град Самарканд е 269 денонощия, със сумарна температура 4685 °C.
Основната водна артерия в областта е река Зеравшан, която я пресича от изток на запад на протежение от 215 km и я разделя на две почти равни части. Близо до Самарканд реката се разделя на два ръкава Акдаря (десен) и Карадаря (ляв), които на границата с Бухарска област отново се събират. Водите на Зеравшан, както и на неговите притоци се използват основно за напояване.
В равнинните райони преобладават светлосивите почви, които в напояваните земи се съчетават с ливадни почви. В пустинните и полупустинните зони са развити пясъчните, такирните, сивокафявите почви и солончаците. В предпланинските части и долните участъци на склоновете на планините почвите са тъмносиви, канелени и кафяви, а по-нагоре следват планинско-горските и планинско-ливадните почви. Растителността в равнините е представена от пелин, ефемери и ефемероиди, в предпланините – пирен и пелин, а в планините – предимно арча (вид средноазиатска хвойна). По долината на река Зеравшан се срешат малки площи заети от широколистни гори, а близо половината от територията на областта е заета от пасища. Животинският свят е представен от архар, къзълкумски овен, дива свиня, жълт лалугер, дългоопашат мармот, язовец, заек, бодлокож и др.

## Население
На 1 януари 2019 г. населението на Самаркандска област област е наброявало 3 798 700 души (11,33% от населението на Узбекистан). Гъстота 231,63 души/km². Градско население 40,68%.

## Административно-териториално деление
В административно-териториално отношение Самаркандска област се дели на 14 административни района (тумани), 11 града, в т.ч. 4 града с областно подчинение и 7 града с районно подчинение и 88 селища от градски тип.

### Административни райони (тумани)
1. Булунгурски район – административен център гр. Булунгур, селища от градски тип 3 броя: Богбон, Килдов, Сохибкор
2. Ищихански район – административен център гр. Ищихан, селища от градски тип 12 броя: Азамат, Дамарик, К.Беканов, Киркигит, Митан, Одил, Сугот, Халкабад, Шайхислом, Шейхлар, Янгикент, Янгиработ
3. Джамбайски район – административен център гр. Джамбай, селища от градски тип 5 броя: Газира, Дехконабад, Ески Джомбой, Катта кишлак Хужа
4. Каттакургански район – административен център сгт Пайшанба, селища от градски тип 7 + 1 броя: Войрот, Карадаря, Каттаминг, Мундийон, Полвонтепа, Сув-Ховузи, Янгикургонча
5. Кошрабадски район – административен център сгт Кошрабат, селища от градски тип 1 + 1 броя: Заркент
6. Нарпайски район – административен център гр. Акташ, селища от градски тип 3 броя: Гулистон, Мирбазар, Чархин
7. Нурабадски район – административен център гр. Нурабад, селища от градски тип 1 брой: Нурбулак
8. Акдарински район – административен център сгт Лаиш, селища от градски тип 9 + 1 броя: Авазали, Болта, Дахбед, Киркдархон, Кумушкент, Ойтамгали, Окдарьо, Янгиабад, Янгикургон
9. Пахтачийски район – административен център сгт Зиадин, селища от градски тип 6 + 1 броя: Кадирист, Паст Буркут, Снчикул, Сулувкургон, Ургич, Хумор
10. Пайаръкски район – административен център гр. Пайарък, 1 град Челек; селища от градски тип 9 броя: Гулистон, Дехконабад, Дустларабат, Карасув, Оккургон, Томойрот, Туполос, Халкабад, Хужа Исмаил
11. Пастдаргомски район – административен център гр. Джума, селища от градски тип 12 броя: Агрон, Балхийон, Гузалкент, Джагалбойли, Искандари, Мехнат, Найман, Сарибош, Урта Чархин, Хиндибойи, Чархин, Чоргут
12. Самаркандски район – административен център сгт Гюлабад, селища от градски тип 1 + 1 броя: Хужа Ахрори Вали
13. Тайлакски район – административен център сгт Тайлак, селища от градски тип 2 + 1 броя: Адас, Богизагон
14. Ургутски район – административен център гр. Ургут, селища от градски тип 7 броя: Гус, Джартепа, Испанза, Камангарон, Кенагас, Почвон, Урамас

### Градове

#### Градове с областно значение
- Акташ
- Каттакурган – включва 1 селище от градски тип: Ингичка
- Самарканд – включва 3 селища от градски тип: Кимьогарлар, Фархад, Хишрау
- Ургут

#### Градове с районно значение
- Булунгур
- Джамбай
- Джума
- Ищихан
- Нурабад
- Пайарък
- Челек

## Стопанство
Областта има значителни количества от природни ресурси, като мрамор, гранит, варовик и други вещества, които могат да се използват в строителството. Основни земеделски култури са памука и житото, също така е разпространено бубарството и винарството. Развити са и керамичната, текстилната и хранително-вкусовата промишлености. Транспортът е добре развит. Самаркандската област разполага с 400 km жп линии и 4100 km пътища. Телекомуникацията също е добре развита.